# Ecliptopera albogilva
Ecliptopera albogilva là một loài bướm đêm trong họ Geometridae.